# Castiglione d'Adda
Castiglione d'Adda é uma comuna italiana da região da Lombardia, província de Lodi, com cerca de 4.750 habitantes. Estende-se por uma área de 13,11 km², tendo uma densidade populacional de 362 hab/km². Faz fronteira com Bertonico, Formigara (CR), Gombito (CR), Camairago, Terranova dei Passerini.

## Demografia
| Variação demográfica do município entre 1861 e 2011                               |
|                                                                                   |
| Fonte: Istituto Nazionale di Statistica (ISTAT) - Elaboração gráfica da Wikipedia |

## Outras imagens

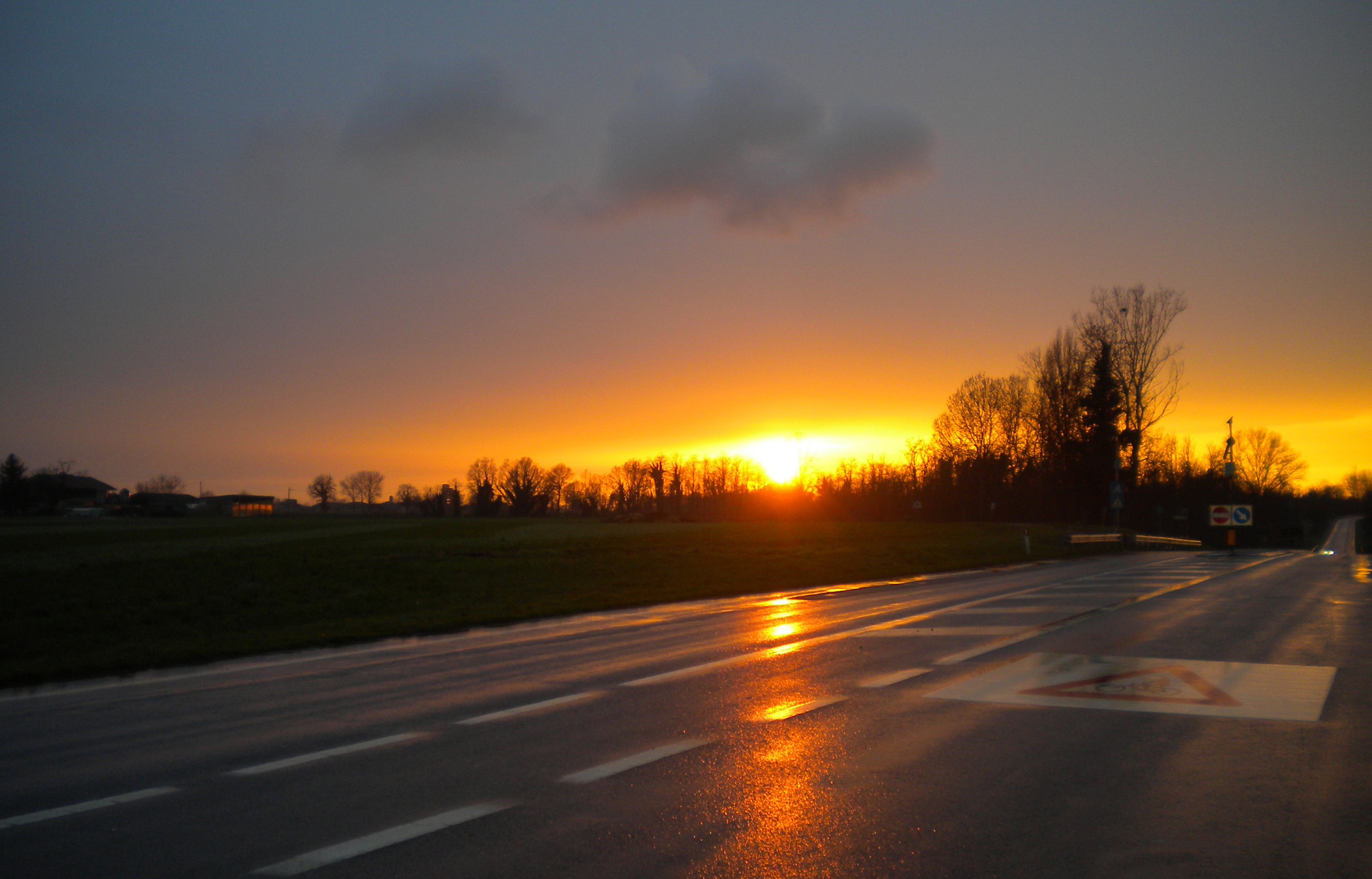
Por do sol à saída da cidade